# Ибн Муаз аль-Джайяни
Абу́ Абдулла́х Муха́ммад ибн Му‘а́з аль-Джайя́ни (араб. أبو عبد الله محمد بن معاذ الجياني‎, Кордова, 989 — Хаэн, 1050 ?) — западноарабский математик, астроном и законовед. В 1012—1016 годах жил в Египте. Впоследствии был судьей и визирем в Севилье. В Европе был известен как Abhomadi Malfegeyr.
Написанная аль-Джайяни «Книга о неизвестных дугах сферы» была первым в истории математики трактатом, специально посвящённом сферической тригонометрии. Здесь доказывается теорема о полном четырёхстороннике, теоремы о хордах, сферическая теорема синусов, даётся решение сферических треугольников. Случай трёх данных углов, который аль-Джайяни называет «самым трудным», он решает с помощью полярного треугольника.
Аль-Джайяни — автор комментария к V книге «Начал» Евклида и «Книги о сумерках и поднятии облаков». Его астрономические таблицы («Зидж ал-Джайяни») были переведён на латынь Герардом Кремонским под названием Tabulae Jahen.
Аль-Джайяни часто приписывают сохранившуюся в средневековом еврейском переводе «Книгу о солнечном затмении» (1079), однако Мария Виллуэндас считает, что эта книга была написана его сыном.